# Hangar 13
Hangar 13 (с англ. — «Ангар 13») — игровая студия, основанная 4 декабря 2014 года как дочерняя компания 2K.

## История
4 декабря 2014 года директор 2K сообщил, что была основана новая игровая студия, Hangar 13, а её руководителем будет Хейден Блэкман, бывший креативный директор LucasArts. Блэкман сказал, что студия будет работать над игрой для консолей и ПК.
Mafia III, первая игра студии, была анонсирована 2K Games 28 июля 2015 года, а первый трейлер был представлен на выставке Gamescom, прошедшей 5 августа 2015 года. 2K Czech помогали в разработке игры. Mafia III вышла 7 октября 2016 года на Windows, PlayStation 4 и Xbox One. В 2017 году 2K Czech вошла в состав Hangar 13.
15 февраля 2018 года в студии произошли массовые увольнения, затронувшие большую часть её персонала.
Студия участвовала в разработке бесплатных дополнений к Borderlands: The Handsome Collection, добавившим разрешение 4K к ремастерам Borderlands 2 и Borderlands: The Pre-Sequel!.
Также Hangar 13 работает над неанонсированной игрой, основанной на новой интеллектуальной собственности.

## Разработанные игры
| Год  | Название                  | Платформы                                                        |           |                                         |
| ---- | ------------------------- | ---------------------------------------------------------------- | --------- | --------------------------------------- |
| Год  | Название                  | 2016                                                             | Mafia III | Windows, macOS, PlayStation 4, Xbox One |
| 2020 | Mafia: Definitive Edition | Windows, PlayStation 4, Xbox One                                 |           |                                         |
| 2024 | TopSpin 2K25              | Windows, PlayStation 4, PlayStation 5, Xbox One, Xbox Series X/S |           |                                         |
| 2025 | Mafia: The Old Country    | Windows, PlayStation 5, Xbox Series X/S                          |           |                                         |

### Содействие в разработке
| Год  | Название                                        | Платформа(ы) | Платформа(ы) | Платформа(ы) | Платформа(ы) | Примечание                                                          |
| Год  | Название                                        | PS4          | XOne         | Win          | macOS        | Примечание                                                          |
| ---- | ----------------------------------------------- | ------------ | ------------ | ------------ | ------------ | ------------------------------------------------------------------- |
| 2019 | Borderlands 2: Ultra HD                         | Нет          | Нет          | Да           | Нет          | Содействие в разработке Gearbox Software                            |
| 2019 | Borderlands: The Handsome Collection — Ultra HD | Да           | Да           | Да           | Нет          | Содействие в разработке Gearbox Software                            |
| 2019 | Borderlands: The Pre-Sequel! — Ultra HD         | Нет          | Нет          | Да           | Нет          | Содействие в разработке Gearbox Software                            |
| 2020 | Mafia II: Definitive Edition                    | Да           | Да           | Да           | Нет          | Ремастер, переиздание игры Mafia II. Содействие в разработке d3t.   |
| 2020 | Mafia III: Definitive Edition                   | Да           | Да           | Да           | Нет          | Переиздание игры Mafia III. Содействие в разработке Red Kite Games. |